# Região de Planejamento do Sertão Maranhense
A Região de Planejamento do Sertão Maranhense é uma das 32 Regiões Administrativas de Planejamento a que o Estado do Maranhão está dividido.
Instituída pela Lei Complementar 108/2007, a Região de Planejamento do Sertão Maranhense substituiu a antiga Gerência Regional do Médio Sertão Maranhense.

## A Regional
A Regional tem como cidade-polo São João dos Patos e é composta por 09 municípios.
Os municípios que formam a Regional são:
- Barão de Grajaú
- Lagoa do Mato
- Nova Iorque
- Paraibano
- Passagem Franca
- Pastos Bons
- São Francisco do Maranhão
- São João dos Patos
- Sucupira do Riachão